# بدون تو (ترانه داوید گتا)
«بدون تو» (به انگلیسی: Without You) تک‌آهنگی از هنرمند اهل فرانسه داوید گتا، آشر است که در ۲۷ سپتامبر ۲۰۱۱ منتشر شد.
این تک‌آهنگ در چارت‌های در رتبه اول و در چارت‌های ، ایتالیا، والونیا، اسکاتلند، فرانسه، نروژ، استرالیا، دانمارک، سوئد، فلاندرز، سوئیس، نیوزلند، اتریش، بریتانیا، جزو ده ترانه اول قرار گرفت.